# Dilophus succineus
Dilophus succineus är en tvåvingeart som beskrevs av Skartveit 2009. Dilophus succineus ingår i släktet Dilophus och familjen hårmyggor. Inga underarter finns listade i Catalogue of Life.